# Cupiennius
Cupiennius — рід великих та середнього розміру павуків родини Ctenidae, поширений у Центральній Америці.

## Опис
Низка видів роду — великі павуки з розмахом ніг до 10 см та довжиною головогрудей більше за 1 см (C. getazi, C. coccineus, C. salei). Інші види дрібніші.

## Таксономія
Рід Cupiennis вперше виділено французьким арахнологом Еженом Сімоном у 1891 році. Типовий вид роду — Cupiennius getazi.
Відомо 11 видів роду:
- Cupiennius bimaculatus (Taczanowski, 1874) — Венесуела, Бразилія, Гаяна, Еквадор
- Cupiennius chiapanensis Medina, 2006 — Мексика
- Cupiennius coccineus F. O. P.-Cambridge, 1901 — Коста-Рика, Панама
- Cupiennius cubae Strand, 1909 — Куба, від Коста-Рики до Венесуели
- Cupiennius foliatus F. O. P.-Cambridge, 1901 — Коста-Рика, Панама
- Cupiennius getazi Simon, 1891 — Коста-Рика, Панама
- Cupiennius granadensis (Keyserling, 1877) — від Коста-Рики до Колумбії
- Cupiennius remedius Barth & Cordes, 1998 — Гватемала
- Cupiennius salei (Keyserling, 1877) — Мексика, Центральна Америка, Гаїті
- Cupiennius valentinei (Petrunkevitch, 1925) — Панама
- Cupiennius vodou Brescovit & Polotow, 2005 — Гаїті

## Поширення
Поширені від південно-східної Мексики до західної Венесуели, а також на Карибських островах.